# Chine aux Jeux olympiques d'été de 1952
La République populaire de Chine (RPC) envoie pour la première fois de son histoire une délégation aux Jeux olympiques à l'occasion des Jeux olympiques d'été de 1952 à Helsinki en Finlande, mais ce n'est pas la première participation chinoise laquelle remonte aux Jeux de 1924.
Avant la fondation de la RPC en 1949, les athlètes de la Chine continentale sont représentés sous la délégation de la République de Chine (RdC) pour les Jeux olympiques d'été de 1932, 1936 et 1948. Après la guerre civile chinoise, 19 des 25 membres du Comité national olympique chinois (COC) se retirent sur l'île de Taïwan en 1951, et le COC est réorganisé à Pékin.
Les deux comités envoient alors une requête au Comité international olympique (CIO) pour demander une participation aux prochains Jeux se déroulant à Helsinki. Le CIO vote donc une motion indiquant qu'il : « ...autorise les athlètes des deux pays, en accord avec le Comité d'organisation des Jeux d'Helsinki, à prendre part aux compétitions pour la présente olympiade... ».
Un jour avant l'ouverture des Jeux, le COC reçoit l'invitation du Comité d'organisation. Malgré le manque de temps de récupération du décalage horaire occasionné par le transport en avion de la délégation de Pékin vers Helsinki avant la cérémonie d'ouverture, le COC décide d'envoyer sa délégation. Les athlètes chinois arrivent dans le village olympique le 29 juillet et hissent le drapeau de la RPC pour la première fois dans l'histoire olympique.
La délégation chinoise (athlètes et officiels) est constituée de 38 hommes et 2 femmes, incluant l'équipe nationale de football, l'équipe nationale de basket-ball et un nageur. Seul le nageur arrive à temps pour prendre part à la compétition officielle, et l'équipe de football participe à deux matchs amicaux. Les Chinois restent 10 jours à Helsinki et participent à la cérémonie de clôture.
L'équipe de République de Chine quitte les Jeux le 17 juillet en réponse à la décision du CIO d'autoriser les athlètes de RPC et de RdC à participer. Ceci marque le début du conflit des « deux Chines » dans le mouvement olympique, dont résultera l'exclusion du COC au CIO en août 1958. Le problème est résolu en 1979, et la RPC participe aux Jeux olympiques d'hiver de 1980, leur première apparition depuis les Jeux de 1952.

## Médailles
Aucune médaille n'a été gagnée par la délégation chinoise au cours de ces Jeux olympiques.

## Athlètes engagés
Wu Chuanyu